# Кіселіца
Кіселіца (рум. Chisălița) — село у повіті Муреш в Румунії. Входить до складу комуни Іклензел.
Село розташоване на відстані 274 км на північний захід від Бухареста, 19 км на захід від Тиргу-Муреша, 59 км на південний схід від Клуж-Напоки, 142 км на північний захід від Брашова.

## Населення
За даними перепису населення 2002 року у селі проживали 12 осіб, усі — румуни. Усі жителі села рідною мовою назвали румунську.